# Grande Loge régulière de Belgique
 (janvier 2025).
- Si vous ne connaissez pas le sujet, laissez ce bandeau (vous pouvez alors contacter les auteurs).
- Si vous supprimez le contenu mis en cause (vous pouvez préalablement contacter les auteurs),

argumentez précisément cette suppression dans la page de discussion
(un manque de référence n'est pas un argument ; une recherche réelle de référence doit avoir été effectuée, être formellement documentée).
 (octobre 2014).
Si vous disposez d'ouvrages ou d'articles de référence ou si vous connaissez des sites web de qualité traitant du thème abordé ici, merci de compléter l'article en donnant les références utiles à sa vérifiabilité et en les liant à la section « Notes et références ».
 La Grande Loge régulière de Belgique (GLRB) est une obédience maçonnique belge fondée en 1979. Reconnue comme « régulière » par la Grande Loge unie d’Angleterre. Elle adhère aux « Anciens Landmarks » et aux principes basiques (Basics principles) édictée par la GLUA en 1929.

## Histoire
La Grande Loge régulière de Belgique fut fondée le 15 juin 1979 par 333 frères regroupés en neuf loges, après que la Grande Loge de Belgique — elle-même issue du Grand Orient de Belgique en 1959 — a cessé d’être reconnue comme « régulière » par la Grande Loge unie d’Angleterre, par la Grande Loge d’Écosse et par la Grande Loge d’Irlande. Ces 333 frères étaient attachés aux « Anciens Landmarks ». La GLRB fut dès lors rapidement reconnue comme la seule obédience régulière en Belgique par les trois grandes loges britanniques et ensuite par des dizaines d'autres grandes loges à travers le monde.

## Principes
La Grande Loge régulière de Belgique est un ordre maçonnique qui se définit par l’article 2 de sa constitution : « La franc-maçonnerie est une association initiatique qui, par son enseignement symbolique, élève l’homme spirituellement et moralement et contribue ainsi au perfectionnement de l’humanité par la pratique d’un idéal de paix, d’amour et de fraternité ».
La Grande Loge régulière de Belgique (GLRB) est reconnue par la Grande Loge unie d’Angleterre ainsi que par 150 autres grandes loges de par le monde. Ses membres pratiquent une maçonnerie spiritualiste dans le respect de la tradition établie en 1717 à Londres. Privilégiant le questionnement de soi, ils considèrent que tout homme peut contribuer efficacement à l’amélioration de la société.

## Fonctionnement

### Rites pratiqués
La Grande Loge régulière de Belgique pratique dix rites sur les trois degrés symboliques d'apprenti, de compagnon et de maître :
- Rite écossais ancien et accepté,
- Rite écossais rectifié,
- Rite écossais philosophique,
- Rite français,
- Rite moderne,
- Rite de New-York,
- Rite californien,
- Rite allemand,
- Rite turc,
- Rite émulation.

## Loge d'étude
La GLRB compte en son sein une loge d'étude : Ars Macionica, fondée en 1993. Elle a pour objet l'étude scientifique de l'histoire, des usages, des rites et des principes de la franc-maçonnerie.
Ars Macionica se réunit trois fois par an et publie ses travaux dans une revue annuelle : les Acta Macionica.

## Relations avec les corps maçonniques dits «de hauts grades»
Tandis que la GLRB pratique exclusivement les trois premiers grades de la franc-maçonnerie – apprenti, compagnon, maître, encore appelés grades fondamentaux ou « franc-maçonnerie bleue » – elle entretient des relations avec des corps maçonniques pratiquant des systèmes de hauts grades et qui recrutent leurs membres exclusivement en son sein et avec son accord explicite. Les corps maçonniques qui recrutent au sein de la GLRB sont les suivants :
- Suprême Conseil du Rite écossais ancien et accepté pour la Belgique (Suprême Conseil régulier depuis 1817),
- Grand Chapitre de l’Ordre de la Sainte Arche royale,
- Grand Prieuré de Belgique,
- District de Belgique de la Grande Loge de maîtres maçons de marque d’Angleterre et du Pays de Galles et ses districts et loges d’outre-mer,
- Grand Imperial Conclave for England, Wales and Territoiries Overseas of the Masonic and Military Order of the Red Cross of Constantine,
- Royal Order of Scotland,
- Worshipful Society of Free Masons, Rough Masons, Wallers, Slaters, Paviors, Plaisterers and Bricklayers.

La GLRB est intégrée au sein de la franc-maçonnerie la plus représentée et qui compte actuellement quelque 2,5 millions de membres dans le monde. À ce titre, la GLRB entretient des relations (autrement dit, ses membres se rendent mutuellement visite et peuvent participer à des réunions rituelles conjointes) avec 151 grandes loges régulières de par le monde. Il est à noter que par pays, une seule grande loge peut être reconnue comme régulière. Une seconde grande loge peut être reconnue comme régulière sur un même territoire à condition que la grande loge régulière la plus ancienne sur ce territoire marque son accord. En outre, avec l’accord de la GLRB, deux loges dépendant de la constitution écossaise (Grand Lodge of Scotland) se réunissent sur le territoire belge :
- La R.L. Wellington nr 1385,
- La R.L. Allegiance nr 1465

## Activités philanthropiques
La GLRB soutient des associations sans but lucratif, le plus souvent ayant pour objet principal de venir en aide à l'enfance en difficulté. Les loges de la GLRB pratiquent chacune des activités philanthropiques, de leur propre initiative. En outre, tous les trois ans, une grande action philanthropique rassemblant toutes les loges est menée à l'échelle de l'obédience : les œuvres soutenues à cette occasion font l'objet d'une sélection rigoureuse sur base de dossiers et d'enquêtes préalables approfondies.
La Grande Loge régulière de Belgique participe financièrement aux activités du Musée belge de la franc-maçonnerie.